# Демидівський альбом
Демидівський альбом — студійний альбом українського етно-колективу Очеретяний Кіт.

## Перелік пісень
1. Рейки
2. Медея
3. Окіл Рову
4. Табу
5. Горілчаний дзен
6. Кіномеханік
7. Ранішні звуки
8. Піфагор
9. Дістатися раю
10. Налягай на весла

Бонус
1. Здається (Яна Шпачинська та Ocheret Orchestra)
2. Ровер (Яна Шпачинська та Ocheret Orchestra)
3. Хазяїн (П. Нечитайло)
4. Космозоо
5. Река
6. Зомбі (Ocheret Orchestra та Vova V)
7. Ранішні звуки (Ocheret Orchestra та Vova V)